# 1992 (série de televisão)
1992 é uma série de televisão de drama policial italiana criada por Alessandro Fabbri, Ludovica Rampoldi, Stefano Sardo e basada na ideia de Stefano Accorsi. A primeira temporada, contendo dez episódios, estreou no dia 24 de março de 2015, nos canais da pay-tv Sky Italia, o Sky Atlantic e o Sky Cinema 1.
Estabelecida em Roma, Milão e diferentes cidades italianas, a série oferece uma emocionante historia seguindo seis pessoas cujas vidas são entrelaçadas com o cenário político em rápida mudança no início dos anos 90, durante os quais a Itália foi apertada pela Operação Mãos Limpas. Subsequentemente, isso levou à rescisão do Primeiro Partido Republicano, assim como também à rescisão de muitos outros partidos italianos. Este período controverso na Itália resultou no suicídio de muitas figuras políticas.
Em Portugal a série foi emitida em 2017 na RTP2.

## Produção
As cenas de abertura mostram a prisão de Mario Chiesa, diretor geral da Pio Albergo Trivulzio, uma instalação pública de cuidados a idosos em Milão. Isto irá revelar a faísca que colocaria em chamas uma fogueira de escândalos os quais logo seriam conhecidos como Tangentopoli.
A série pinta um retrato fiel da época, trazendo a de volta à vida através de uma paleta meticulosamente pesquisada de detalhes: todas as cores e moda, o sabor e o estilo de vida. Fixando detalhes do período com perfeição, a história tem seus personagens fictícios interagindo com os verdadeiros heróis e vítimas, homens da lei como Antonio Di Pietro, Piercamillo Davigo, Gherardo Colombo, e líderes políticos como Mario Segni, Mario Formentini, Umberto Bossi, todos revivem em um arranjo de excelente desempenho.

### Filmagem
A produção levou 21 semanas de fotografia principal e 109 dias em estúdio, envolvendo um elenco de 156 atores e 3.000 extras. A filmagem teve lugar em aproximadamente 100 locações diferentes, incluindo Palácio Motecitório e a Villa Fendi em Roma, e a Torre Pirelli em Milão.

## Sinopse

### Primeira temporada (2015)
No inverno de 1991-92, a mudança política está acontecendo na Itália. O ano da Operação Mãos Limpas começou, uma importante investigação criminal é estabelecida na Promotoria de Milão. Leonardo Notte (Stefano Accorsi) é o ponto central neste jogo de poder intrincado.
Já preso está Michele Mainaghi (Tommaso Ragno), um empresário poderoso milanês, sua empresa farmacêutica vendeu sangue contaminado que infectou muitos cidadãos inocentes. Assim é como Luca Pastore (Domenico Diele) contraiu AIDS. O jovem policial, parte da Operação Mãos Limpas dirigida por Antonio di Pietro, agora procura vingança e se encontra com Rocco Venturi (Alessandro Roja) outro policial com um lado obscuro. Mainaghi tem outro problema: sua amante Veronica Castello (Miriam Leone), que quer fazer carreira na televisão nacional. Ela também tem seu amante,  Leonardo Notte, que é perseguido por um segredo de seu passado. Bibi Mainaghi (Tea Falco) é a filha de um um magnata industrial rico que está no centro do sistema de corruptos políticos e empresários do país.

## Recepção

### Ratings na Itália
| Ano  | Temporada | Data  | Hora     | Episódio | Espectadores na Sky Italia |
| ---- | --------- | ----- | -------- | -------- | -------------------------- |
| 2015 | 1         | 24/03 | 9.10 PM  | 1        | 723,000                    |
| 2015 | 1         | 24/03 | 10.05 PM | 2        | 617,000                    |
| 2015 | 1         | 31/03 | 9.10 PM  | 3        | 545,000                    |
| 2015 | 1         | 31/03 | 10.05 PM | 4        | 456,000                    |
| 2015 | 1         | 07/04 | 9.10 PM  | 5        |                            |
| 2015 | 1         | 07/04 | 10.05 PM | 6        |                            |
| 2015 | 1         | 14/04 | 9.10 PM  | 7        |                            |
| 2015 | 1         | 14/04 | 10.05 PM | 8        |                            |
| 2015 | 1         | 21/04 | 9.10 PM  | 9        |                            |
| 2015 | 1         | 21/04 | 10.05 PM | 10       |                            |